# Alexander Graydon
Alexander Graydon (* 10. April 1752 in Bristol; † 2. Mai 1818 in Philadelphia) war ein amerikanischer Jurist, Schriftsteller und Militär.

## Leben
Alexander Graydon wurde 1752 als Sohn eines irischen Immigranten selben Namens und dessen zweiter Ehefrau Rachel Marks in Bristol, Pennsylvania geboren. Von 1760 bis 1766 besuchte er die Akademie von Philadelphia, anschließend begann er sich den Rechtswissenschaften zu widmen. 1776 rückte Graydon als Captain in die Kontinentalarmee ein, um im Amerikanischen Unabhängigkeitskrieg zu dienen. Während der Schlacht von Fort Washington am 16. November 1776 geriet er in britische Kriegsgefangenschaft, aus der er im April 1778 bei einem Gefangenenaustausch wieder entlassen wurde.
Nach dem Krieg hatte er das Amt des Prothonotary in Dauphin County inne. Zudem nahm er an der Ratifizierungsversammlung Pennsylvanias Teil und diente bei der Präsidentschaftswahl 1788/89 als Wahlmann. 1799 wurde er aus dem Amt des Prothonotary entlassen, worauf er sich für den Ruhestand auf eine Farm in der Nähe von Harrisburg niederließ. In den folgenden Jahren schrieb Graydon regelmäßig Beiträge für das Magazin The Port Folio und für Zeitungen wie etwa der Gazette of the United States. 1811 veröffentlichte er unter dem Titel Memoirs of a Life, Chiefly Passed in Pennsylvania, within the Last Sixty Years; with Occasional Remarks upon the General Occurrences, Character and Spirit of that Eventful Period anonym seine Memoiren, in denen er sowohl seine persönliche Vergangenheit wie auch die von ihm erlebte Epoche schildert.
Graydon lebte in zwei kinderlosen Ehen. Er verstarb 1818.